# Noel Gallagher
Noel Thomas David Gallagher (Mánchester, Inglaterra, 29 de mayo de 1967) es un músico, compositor, cantante y guitarrista británico. Es el compositor, segundo vocalista y guitarrista principal de Oasis, obteniendo un premio honorífico de la revista NME por su gran contribución a la música. Constantemente mencionado como el hombre que «salvó» Gran Bretaña, para contrarrestar el grunge dominante en los inicios de los años 90. Su canción «Live Forever» se convirtió posteriormente en el himno del britpop.Aunque era el principal compositor de la banda, también cantó en canciones muy populares como Don't Look Back in Anger o The Masterplan.

## Infancia y juventud
Noel Gallagher nació en Longsight, Mánchester, de padres irlandeses Peggy y Tommy Gallagher. Fue el segundo hijo; su hermano mayor, Paul, nació en 1966. Poco después del nacimiento de Liam en 1972, el menor de los hermanos, los Gallagher se mudaron a Ashburn Avenue, el suburbio de Mánchester en Burnage. Ya desde niño destacaban sus enormes y pobladas cejas, lo que le valió el apodo de "Brezhnev" (presidente de la Unión Soviética en aquel momento, quien poseía también unas desmesuradas cejas). Noel tuvo una infancia poco feliz. Él y su hermano Paul fueron frecuentemente golpeados por su padre, quien era alcohólico, y por ello era algo retraído. Liam lo describía como "el rarito de la familia". Debido al problema con su padre, Noel y Paul desarrollaron tartamudeo. Al ser el hermano mayor, a Paul le dieron un cuarto para él solo, y Noel tuvo que compartir uno con Liam.
En 1976, Peggy Gallagher consiguió el divorcio para separarse de su marido. Seis años después finalmente lo dejó, llevándose a los tres chicos. A los trece años, Noel recibió seis meses de libertad condicional por robar en una tienda. Durante su libertad condicional, Noel empezó a aprender por sus propios medios a tocar una guitarra que su padre le había dejado, interpretando sus canciones favoritas de la radio. Noel fue particularmente inspirado por el debut de The Smiths en "Top of the Pops" en 1983, tocando su sencillo "This Charming Man".
Durante su adolescencia, los hermanos Gallagher mantuvieron contacto con su padre para asegurarse trabajos de construcción. Al dejar la empresa de construcción, tomó otro trabajo en otra constructora. Allí tuvo un accidente de trabajo cuando una chapa de un tubo de gas cayó en su pie derecho. Luego del periodo de recuperación, a Noel le ofrecieron otro trabajo menos demandante en un almacén, teniendo suficiente tiempo como para practicar guitarra y escribir canciones. Él dijo haber escrito por lo menos tres canciones de "Definitely Maybe" en el almacén (incluyendo "Live Forever" y "Columbia"). A finales de los años 1980, Noel se encontraba desempleado y viviendo en un monoblock, pasando su tiempo en el uso de drogas recreativas, escribiendo y tocando. Por ese tiempo sus intereses musicales, giraban alrededor del rock británico, principalmente por parte de The Beatles, cuya influencia está notablemente reflejada en la composición de sus canciones. Otras influencias fueron T.Rex, The Who, The Rolling Stones, Slade, The Kinks, The Small Faces, entre otros.
En mayo de 1988, Noel conoció al guitarrista Graham Lambert de Inspiral Carpets durante un show de The Stone Roses. Los dos se hicieron conocidos y Noel pasó a ser un asiduo asistente en los shows de Inspiral Carpets. Cuando escuchó que el cantante Steve Holt estaba dejando la banda, Noel participó en una audición para ser el nuevo cantante. Finalmente no quedó pero sin embargo aceptó unirse a ellos como roadie (plomo) y giró con la banda por dos años.

### Oasis
En 1991, regresó de un tour por los Estados Unidos como roadie con los Inspiral Carpets y su madre le dijo que su hermano Liam se había convertido en el cantante de una banda local. Originalmente llamada "Rain", Liam le había cambiado el nombre por "Oasis". Tras una invitación de Liam, Noel aceptó unirse a la banda en la que poco a poco debido a su capacidad como compositor y lo buenas que eran sus canciones, los miembros de la banda decidieron que él se mantuviera como el principal escritor. Este control le valió el apodo de "The Chief" (El Jefe) por parte de los miembros, a excepción de Liam.
A fines de 1992, Gallagher contactó con Tony Griffiths, miembro de The Real People, una banda de Liverpool, para grabar un demo en su estudio. La cinta se llamó Live Demonstration y formó la base de su primer álbum.
En mayo de 1993, la banda se enteró de que un ejecutivo de Creation Records iba a estar buscando talentos en un club de Glasgow llamado King Tut's. Ahorraron el dinero para alquilar una camioneta y comenzaron el viaje de 6 horas a Glasgow. Cuando llegaron, no les permitieron entrar porque no estaban anotados, la banda amenazó al dueño del lugar con incendiar el bar, por lo que este finalmente los dejó tocar.
Alan McGee quedó muy impresionado por como habían tocado y los invitó a verse la semana siguiente en Londres para firmar su primer contrato.
Gallagher le dijo que sólo tenía veinte canciones escritas hasta ese momento, aunque más tarde se sabría que en realidad tenía más.
El primer sencillo de Oasis, "Supersonic", fue sacado a la venta el 11 de abril de 1994, alcanzando el puesto Nº31 en las listas inglesas, a pesar de que Gallagher declaró que la escribió en "el mismo tiempo que tarda la canción". "Supersonic" precedió a "Definitely Maybe", el cual fue lanzado también en 1994 y tuvo gran éxito de crítica y ventas. Se ha convertido en el primer álbum más vendido en la historia de la música británica, llegó a lo más alto en las carteleras inglesas. Sin embargo, Gallagher tuvo problemas cuando salió el segundo sencillo "Shakermaker", debido a que aparentemente dijo que había tomado la melodía de la canción "I'd Like To Teach The World To Sing". Sus composiciones estuvieron en problemas otra vez en 1994, cuando se lo acusó de plagio en el estribillo del tema "Cigarettes & Alcohol", supuestamente tomado de la canción de T. Rex "Get It On". También volvió a tener problemas con la canción "Whatever", su primer tema que alcanzaba el top cinco.
A pesar de su rápido ascenso en popularidad, Noel dejó Oasis brevemente en 1994 durante su primer tour por Estados Unidos. Sentía que la audiencia americana - todavía ocupada por el grunge - no le prestaba atención a la banda. (Al respecto Liam comentó: "Los estadounidenses querían gente grunge, golpeando sus cabezas en el escenario, nosotros teníamos desodorante y estábamos brillantes, no la cazaban"). Las tensiones entre Noel y Liam culminaron en una pelea tras el desastroso concierto en L.A. Teniendo decidido dejar la música, voló a San Francisco sin decirle a la banda ni a nadie. Fue en esos momentos que Noel escribió el tema "Talk Tonight". Durante las sesiones de grabación del segundo álbum "(What's the Story) Morning Glory?", los hermanos tuvieron violentas peleas incluyendo un bate de cricket cuando un Liam borracho invitó a los presentes en un bar al estudio mientras Noel trabajaba. Otras peleas de Noel fueron con el baterista Tony McCarroll, que en 1995 fue echado de la banda.

### Britpop, la cima de la fama y la rivalidad con Blur
Tras el debut "Definitely Maybe", Oasis rápidamente se convirtió en una de las bandas más populares en Gran Bretaña. El largo repertorio de canciones de Noel había constituido el gran éxito de Oasis en los 90's y lo habían convertido en un hombre rico y respetado. Recibió muchos elogios de parte de personas muy importantes en la música, tal el caso de Sir George Martin, productor de The Beatles, que dijo: "Considero a Noel Gallagher como el compositor más fino de su generación".
En 1995 debutó el sencillo "Some Might Say", que alcanzó el puesto #1 en las listas inglesas, precediendo su segundo álbum "(What's the Story) Morning Glory?". Este disco se convirtió en el segundo álbum más vendido en la historia del Reino Unido, entrando directamente a lo más alto de las listas y alcanzando el puesto #4 en el Billboard.
Morning Glory terminó de consagrar a Oasis. Noel y Liam ya eran nombres familiares para la industria del rock y Oasis se convirtió en la banda más popular de Inglaterra. La canción "Cast No Shadow" está dedicada a Richard Ashcroft, el cantante de la banda inglesa The Verve. Al mismo tiempo, Ashcroft le escribía a Noel la canción "A Northen Soul" y más adelante en 1997 en el vídeo de la famosa canción "Bittersweet Symphony", en el cual Ashcroft camina chocándose con quien se le cruza en el camino, se detiene en un solo momento cuando pasa un Jaguar, que según él es de Noel Gallagher.
Para ese entonces Oasis era tan popular que la revista NME decía: "Si Noel Gallagher, el compositor más exitoso de su generación, formara otro grupo, se diría que el grupo está garantizado a ser exitoso".
Sin embargo, el éxito de Morning Glory también estuvo acompañado por una mediática pelea con Blur. Los diferentes estilos de la banda ocasionaron que la rivalidad no se hiciera esperar. Cuando Oasis recibió el premio a mejor banda británica en 1996, cantaron una parte de la canción de Blur "Parklife" (con Liam cambiando la letra a shit-life). Sin embargo, fue Noel el más agresivo cuando en una entrevista deseó que Damon Albarn y Alex James de Blur contrajeran sida y muriesen, aunque luego se disculparía públicamente. En 1997 Noel declararía: "No tengo nada contra él... sólo creo que su chica es fea".
El éxito de Oasis y su nueva fama y fortuna no hicieron cambiar a los Gallagher, que se convirtieron en verdaderos "Rockstars". Bebían mucho, tomaban drogas, peleaban con fanes, insultaban a los críticos y a periodistas y tenían amistades famosas como Ian Brown y Paul Weller. Noel gastaba su dinero extravagantemente comprando coches, a pesar de no saber conducir. Llamó a su casa "Supernova Heights" (por la canción "Champagne supernova") y a sus dos perros "Benson" y "Hedges" por su marca favorita de cigarrillos.
Oasis iba a tener mucho más éxito con sus dos siguientes sencillos, "Wonderwall" y "Don't Look Back In Anger" alcanzando el puesto #2 y #1 simultáneamente. Originalmente Noel era el que quería cantar "Wonderwall", pero Liam insistió en cantarla. Como compensación Noel decidió cantar "Don't Look Back In Anger". Ésta es tocada en todos los conciertos con la gente cantando los coros.
En 1995 Gallagher tocó para una causa benéfica junto a sus ídolos Paul Weller, Paul McCartney y junto al fan de Oasis Johnny Depp en una superbanda llamada "Smokin Mojo Filters". Noel también ha colaborado con artistas como Ian Brown (de Stone Roses), The Chemical Brothers, entre otros.
En marzo de 1996, un diario británico le pagó al padre de los Gallagher para que fuera a donde se hospedaban sus hijos durante un tour. Noel no lo quiso ver y luego dijo: "En lo que a mi concierne, no he tenido un padre. Él no es un padre para mí, ¿sabes? No lo respeto en nada". Liam aprovechó la oportunidad para amenazar a su padre.
También en 1996 Oasis agotó las entradas para dos noches en Knebworth, tocando para 250,000 personas. Este show es el más masivo en un concierto de rock en la historia del Reino Unido.
Sin embargo, a pesar del éxito la tensión entre los dos hermanos siguió, sobre todo tras el MTV Unplugged de ese año, cuando, a última hora, Liam dijo no poder cantar por dolor de garganta y Noel tuvo que ejercer de vocalista. Liam observó el show desde un palco fumando y tomando cerveza, lo que hizo dudar acerca de su enfermedad en la garganta. Cuatro días más tarde Liam se negó a viajar con la banda al tour por América ya que "necesitaba tiempo para comprar una casa", lo que hizo que el enfado de Noel se incrementara. Liam se unió a la banda días después pero la tensión con Noel creció y este abandonó el tour, abriendo grandes interrogantes acerca del futuro de la banda.
Siguiendo el éxito mundial de Morning Glory, "Be Here Now" se convirtió en el álbum de Oasis más esperado hasta la fecha. Como en los álbumes anteriores, todos los temas fueron compuestos por Noel. Después de una gran publicidad del disco, críticas positivas y éxito comercial, el álbum falló en colmar las expectativas. El álbum fue catalogado como inflado, sobreproducido y poco original. Este álbum se grabó cuando Noel estaba seriamente aferrado a la cocaína. Él fue crítico con el álbum desde su lanzamiento. Cuando un periodista estadounidense le preguntó qué había de "nuevo y diferente" en "Be Here Now", él solo contestó: "Tiene una portada diferente".
Noel empezó a sufrir ataques de pánico por su adicción a las drogas durante este periodo. Su soledad y su estado paranoico lo inspiró para escribir el tema "Gas Panic!", que sería incluido en su cuarto trabajo "Standing On The Shoulder Of Giants". Gallagher ha declarado que dejó de consumir drogas el 5 de junio de 1998. En 2001 dijo: "Me gustaban las drogas, era bueno en eso. Pero tuve ataques de pánico durante un año y paré porque quería. Después que tomas la decisión, es muy fácil".

### Post Britpop
Tras la histeria creada por el Be Here Now, la crítica fue mucho más calmada y considerada con la banda.
El fin del milenio no terminó bien para Gallagher. En 1999, Bonehead dejó la banda después de una pelea con Noel y Guigsy también se alejó tiempo después, solo que de este último no se supo nada, ni por medio de fax. En aquel entonces Noel se refirió a la partida de Bonehead irónicamente: "fue más difícil para McCartney dejar los Beatles,¿no?". Como consecuencia el propio Noel tuvo que grabar las pistas de bajo y de segunda guitarra del cuarto álbum de estudio de Oasis, Standing in the shoulder of giants. Posteriormente a las sesiones de grabación se incorporaron a la banda un bajista (Andy Bell) y un guitarrista (Gem Archer).
1999 también fue el año de la desaparición de Cration Records, ya que McGee había vendido el 51% a Sony. Gallagher aprovechó esta oportunidad para crear su propio sello, Big Brother que se ocuparía de distribuir los álbumes de Oasis en el reino unido mientras que Sony lo haría para el resto del mundo. El nombre es en referencia a su hermano Liam, y cada número de catálogo de cada lanzamiento va acompañado del prefijo "RKID" (our Kid) también en referencia a Liam.
El primer lanzamiento de Big Brother fue el sencillo Go Let It Out el 7 de febrero del 2000, y trepó a lo más alto de las listas británicas, predeciendo a lo que haría más tarde el álbum al que pertenecía, Standing On The Shoulder Of Giants. El álbum fue calificado como el más psicodélico de la carrera de Oasis.
Ese año se grabó el DVD Familiar to Millions en la primera noche de las dos que tocaron en el estadio de Wembley en Londres ante 70,000 personas en cada una. Las relaciones entre los dos hermanos no estaban en el mejor momento, y empeoraron cuando en la segunda noche, un Liam totalmente alcoholizado apenas podía cantar.
A finales de 2001 la banda volvió al trabajo para grabar su siguiente disco. El quinto álbum de Oasis, Heathen Chemistry, salió en julio de 2002. El LP sigue siendo experimental, pero toma prestadas influencias del rock de los sesenta y los setenta. Liam colabora con “Songbird”, “Born on a Different Cloud” y “Better Man”. Gem compone “Hung in a Bad Place”, y Andy “A Quick Peep”.
Después la banda se embarca en una gira que recorre varios países, a la vez que continúan los conflictos, los arrestos, etc. En 2004, el baterista Alan White deja la banda. Han circulado muchos rumores sobre las verdaderas razones de su salida, aunque su hermano afirma que Alan quería pasar más tiempo con su novia. En la elección de un nuevo baterista, Noel se decantó por Zak Starkey, hijo del baterista de los Beatles Ringo Starr.
En septiembre de 2004 sale a la venta Definitely Maybe: The DVD en conmemoración del décimo aniversario de la salida de su primer álbum. El DVD contiene actuaciones en directo y entrevistas a los miembros de la banda.

### Regreso a los buenos tiempos y salida de Oasis (2005-2009)
En mayo de 2005 la banda vuelve a la superficie después de tres años de silencio y presenta su sexto álbum, Don't Believe the Truth. que tuvo una buena acogida de crítica y público. El LP alcanzó dos veces el #1 en Reino Unido, coincidiendo con la salida de los sencillos “Lyla” y “The importance of being idle”. El tercer sencillo, “Let There Be Love”, tuvo menos éxito, llegando al #2 en UK. En verano de ese mismo año la banda comienza una larguísima gira que recorre varios países. En septiembre, Oasis aporta un tema, “Who Put The Weight Of The World On My Shoulders?”, a la banda sonora de la película Goal. Durante gran parte de 2005 y principios de 2006 Oasis encabezó una de las giras más importantes en la que recorrieron gran parte de Europa, Estados Unidos (donde realizó la gira más grande en ese país desde 1994), Japón, Canadá, México, Australia. e incluso Sudamérica en la que actuaron en Brasil, Chile y en Argentina. También visitaron lugares como Corea del Sur o la ciudad de Bangkok. Para 2005, 2.000.000 de personas ya habían visto a Oasis en vivo. El tour oficial de promoción finalizó el 31 de marzo de 2006, en México, tras haber realizado el tour más grande de su historia.
En agosto de 2007 Oasis comenzaba a grabar su séptimo álbum de estudio en Londres, y en enero de 2008 se trasladan a California para realizar el trabajo de mezcla. A finales de marzo la banda confirmó su presencia como cabeza de cartel en el V Festival de septiembre de 2008, a realizarse en Toronto, Canadá.
Posteriormente a la salida del disco, la banda emprende una gira a nivel mundial, el Dig Out Your Soul Tour, la cual los lleva a visitar más de 30 países en Europa, América, Asia y África, en lo que constituye la gira mundial más grande de su historia.
En agosto del 2009, Noel dio su último concierto con Oasis en el marco de una gira, en el que abandono el espectáculo a la mitad, debido a una pelea con su hermano. Antes, en el mes de julio, más precisamente el día 21 de este mes, se presentaron en el iTunes London Live festival, a pesar de la mala relación entre ambos hermanos. Este recital gratuito fue realizado en el mítico Roundhouse del Camden Town, en Londres, y es la última presentación de la banda en vivo registrada tanto en un Simple, como en DVD.
El 28 de agosto del 2009, Noel deja la banda a pocos minutos de iniciar un concierto en Francia, alegando que ya no podía trabajar más con su hermano Liam, quien luego anunciaría la formación de Beady Eye.

### Noel Gallagher's High Flying Birds
Aunque se dice que lleva trabajando en carrera solista desde inicio de 2010, Gallagher formó un grupo llamado Noel Gallagher's High Flying Birds.
Según confirmó un íntimo amigo del artista, el actor Russell Brand, Noel Gallagher está grabando lo que será su primer disco en solitario, en un estudio de la ciudad de Los Ángeles.
Fue Josh Franceschi, el cantante del grupo You Me At Six, quien publicó la novedad en Twitter. El músico se encontraba grabando en la sala contigua a la que se encontraba Gallagher. Por eso no dejó pasar la oportunidad y escribió: "Puedo escuchar a Noel, de Oasis, tocando sus nuevas canciones desde el estudio de al lado. Absolutamente alucinante".
"Aún no me ha dejado escuchar nada de su disco, pero creo que todo el mundo se va a quedar muy, muy sorprendido. Creo que ahora comienza una parte preciosa en la carrera de Noel. Tendrá una trayectoria en solitario como la de Neil Young. Creo que va a ser brillante", aseguró Brand.
En enero de 2011 se especuló sobre el álbum e hizo una entrevista con un diario italiano en donde, McDowell dijo que Noel es uno de sus héroes y dio a entender que participó de la fase de grabación de los demos. Aún no está el disco terminado, mas les puedo asegurar que las canciones trabajadas son excelentes, algunas se han tornado más acústicas, otras bien eléctricas y otras más voladas. Él está explorando diversos caminos bien diferentes de los típicos en Oasis.
El primer nombre revelado y confirmado dentro de la nueva banda de Noel Gallagher es David McDowell, de Liverpool, líder de la prometedora banda The Sand Band que lanzó su primer álbum llamado All Trough The Night en 2011. Él es el compositor, productor y líder del grupo. McDowell es guitarrista y en los últimos años participó de la banda de Richard Ashcroft en algunos shows durante el tour de The Coral.
Por lo que la banda de Noel a lo largo de los dos últimos meses de grabaciones de los demos (y posiblemente del álbum) fue formada especialmente por McDowell, un miembro de The Hours y dos de Zutons, el bajista Russell Pritchard y el baterista Sean Payne, hermano de Howie Payne, ex The Stands, que es amigo personal de Noel y también está envuelto en algunas cosas.
Por las informaciones, Noel grabó sus demos en Inglaterra y viajó a los Estados Unidos para discutir sobre el álbum con Dave Sardy, que trabajó y produjo los dos últimos álbumes de Oasis. En ese tiempo, Noel también invitó a Miles Kane a grabar guitarra en una de las fases del álbum.
Por lo que la banda de Noel a lo largo de los dos últimos meses de grabaciones de los demos Y posiblemente del álbum) fue formada especialmente por McDowell, un miembro de The Hours y dos de Zutons, el bajista Russell Pritchard y el baterista Sean Payne, hermano de Howie
la Banda de Noel Gallagher (quedando en rumores) : Noel Gallagher: voz, Guitarra, David McDowell: guitarra rítmica, voz, Russell Pritchard: bajo y Sean Payne: Batería, tiempo después se desestimaron estos nombres.
Pero al final la alineación se daría a conocer durante una conferencia de prensa realizada el 6 de julio de 2011. Su banda y álbum se llamarían "Noel Gallagher's High Flying Birds", un disco que produce él mismo junto a David Sardy y que ha grabado entre 2009 y 2011 entre Londres y Los Ángeles. Además comentó la razón de su salida de Oasis diciendo que "Liam Gallagher casi me golpea con una guitarra la noche que Oasis se separó". Se había ido a su camerino privado y vino con esa guitarra que se había comprado amenazándome como si fuera un hacha contra mí, fue bastante violento. En ese momento no hubo violencia física pero hubo un montón de cosas tipo WWE. Fue un acto innecesariamente violento y casi me golpea en la cara."
Gallagher también respondió a una pregunta sobre si había dejado Oasis porque había conseguido todo lo que quería diciendo: "Yo no había tenido suficiente de Oasis, había tenido suficiente de Liam".
El guitarrista agregó que lamentó haber salido de la banda en la forma en que lo hizo, porque ahora cree que aún estarían juntos si se hubieran tomado un largo descanso. "Sólo tuvimos dos malos conciertos. Ojalá no hubiéramos hecho esos conciertos, nos hubiéramos ido de vacaciones a hacer nuestras propias cosas y tal vez esto no hubiera ocurrido’’.
El músico también dijo que las relaciones con su hermano aún no han mejorado y agregó: ‘’Liam no me quiere. Yo quiero seguir con él, pero él no me quiere. Le hice un favor a todos cuando me fui’’.

## Compositor y músico
Gallagher es frecuentemente criticado por el valor que le da a sus canciones. En 1996 en una entrevista se definió como "un fan que escribe canciones", y dijo "Yo no estoy diciendo que 'soy el compositor más grande del mundo', yo estoy diciendo 'estos son los compositores más grandes del mundo y los voy a poner a todos en esta canción'". Responde a las críticas por plagio "no me siento culpable, pero si un poco decepcionado por no haberlo hecho yo primero".
Zurdo de nacimiento, toca la guitarra con la mano derecha, que según él es lo único que puede hacer con esa mano. Gallagher ha dicho que a veces no entiende sus propias letras, comentando en 2005 "cuando voy por la mitad de 'Don't Look Back in Anger' me digo a mí mismo 'Aún no sé lo que esto significa'. Ha declarado ser disléxico, lo cual retrasa el proceso de escribir sus propias canciones.

### Cambiando la dinámica de la banda
El monopolio en cuanto a la composición de las canciones de Noel, se ha visto interrumpido desde el principio del siglo XXI ya que los otros miembros de la banda también han colaborado con temas propios en los últimos álbumes.
Heathen Chemistry fue el último álbum de Oasis con Alan White en la formación, En su reemplazo esta Zak Starkey, aunque no estuvo confirmado como miembro oficial del grupo, participó en unas giras y en la grabación del álbum Don't Believe The Truth (2005). A mediados de 2008, Zak Starkey fue reemplazado por Chris Sharrock, exbaterista de Robbie Williams.
El segundo sencillo de Don’t Believe The Truth, The Importance of Being Idle se convirtió en el segundo sencillo cantado por Noel en alcanzar lo más alto en los charts además nombrado mejor tema del año por la revista "Q" y "NME"
Sin embargo en los últimos álbumes Noel ha aumentado su rol como cantante, aparentemente por su disminución en la composición. Esto ha causado cierta tensión con Liam. En 2005 en una entrevista sucedió lo siguiente:
Liam:"Bueno, se supone que soy el cantante"
Noel:"Bueno, se supone que soy el que escribe los temas"
Liam:"Bueno, yo debería cantar más"
Noel:"Bueno, yo debería escribir más"
Liam:"¿Entonces estas diciendo que si nosotros no escribimos más
canciones, voy a empezar a cantar más?"
Noel:"Bueno, eso es algo que me cabrea bastante, sí"

## Disputas y polémicas
Gallagher es conocido por sus polémicas y sus declaraciones a la prensa. Reconoce su tendencia a crear discusiones en su canción "My Big Mouth" de su tercer disco Be Here Now. Él se ha defendido en numerosas ocasiones diciendo "la gente piensa que soy polémico respondiendo en las entrevistas, pero si alguien me pregunta que pienso sobre el "live 8" o Robbie Williams, no voy a estar pensando en insultar a estas personas, digo lo que me sale del alma en ese momento. Mi conciencia está limpia, ¿entiendes lo que digo? Soy sincero conmigo, no me importan los demás".

### Blur
Quizá la más infame de las frases de Noel haya sido en 1995 cuando en medio de la guerra con Blur les dijo a Alex James y Damon Albarn "espero que tengan sida y mueran", aunque luego se disculpó públicamente, paradójicamente Alex James era fan de Oasis.
A pesar de la controversia en los 90, Noel dijo que la pelea fue estúpida ya que siempre ha creído que Blur era una gran banda. Recientemente Noel elogio a Damon Albarn por su trabajo en Gorillaz y en su opera de Monkey, llamándolo uno de los artistas más brillantes y polifacéticos.
También llamó a Graham Coxon uno de los mejores guitarristas de su época. Sin embargo su hermano Liam Gallagher fue todo lo contrario dijo que la batalla del brit pop era real, sin dimes ni diretes, y él odiaba a Blur, sobre todo a Damon.
De todas formas, esta "rivalidad" se considera hoy en día terminada, ya que Noel y Damon poseen actualmente una relación de amistad, llegando al punto inclusive de compartir escenario durante el Teenage Cancer Trust 2013, donde Gallagher acompañó en la guitarra y coros a Damon Albarn y Graham Coxon en "Tender". Además Noel hace una colaboración en el cuarto álbum de estudio de Gorillaz: Humanz, titulada "We Got the Power".

### Liam Gallagher
Los hermanos Gallagher son conocidos por su turbulenta relación. En su primer tour por Estados Unidos en 1994, Liam cambió las letras de algunas canciones para hacerlas ofensivas contra Estados Unidos y el propio Noel. Después del concierto tuvieron una discusión que terminó en sillas volando por todos lados y con Noel abandonando la gira.
En el 2000 en Barcelona Oasis debió cancelar un concierto por una lesión en el brazo de Alan White, por lo que la banda pasó la noche bebiendo. Liam hizo un comentario donde dudaba de que la hija que había tenido Noel con su por entonces esposa Meg Mathews, realmente era de él. La reacción de Noel no tardó en llegar y le propinó a su hermano un golpe que lo dejó en el suelo. Luego Noel declaró que dejaba la gira, y que por lo tanto también lo hacía Oasis, aunque luego retornaría en el concierto en Dublín el 8 de julio de ese mismo año. Durante el recital ambos hermanos se dieron la mano al final de Acquiesce. A pesar de que las peleas entre los Gallagher perduran, también lo hizo la banda, hasta que el 28 de agosto del 2009, durante la gira de su último álbum, Dig Out Your Soul, en una entrevista que terminó con Liam rompiendo la guitarra de Noel y diciendo "Tú no eres mi hermano". Luego Noel declararía en el sitio web oficial de Oasis que no podría seguir tocando con Liam y, por lo tanto, dejaba la banda, pidiendo disculpas a quienes habían comprado entradas para los próximos conciertos de Oasis. Esta fue la ruptura de Oasis sobre la que luego Noel hablaría y diría: "Liam me rompió una guitarra y yo le devolví el favor..."[cita requerida]

### Michael Hutchence
En los Brit Awards de 1996, Michael Hutchence, cantante de la banda australiana INXS, presentaba los premios. Cuando llamó a Oasis por el premio a mejor videoclip británico, Noel, se dirigió al público diciendo que Oasis era la mejor banda del mundo y que era una ofensa recibir un premio de un grupo que "ha sido" (has been's), autodenominando su grupo como de "va a ser" (gonna be's). En su siguiente álbum, INXS hizo la canción "Elegantly Wasted", en la que se puede entender de fondo: "I'm better than Oasis".

### Robbie Williams
Este enfrentamiento comenzó cuando Noel dijo que solo conocía a Williams como "el bailarín gordo de Take That". Después de las poco favorables críticas al cuarto álbum de Oasis Standing on the Shoulder of Giants Williams se desquitó mandándole una corona de flores con una nota en la que decía "Para Noel Gallagher, Q.E.P.D, escucha tu último álbum, Robbie Williams". Después de esto Liam entró en la pelea defendiendo a su hermano y, mientras Oasis se encontraba de gira por Japón, Williams lo retó a pelear en un ring, Liam no aceptó, redobló la apuesta y dijo: "cuando lo vea le voy a partir la cara". En los últimos años, Oasis -ignorado por Williams- ha seguido atacando a Robbie, por lo que en 2007 Noel calificó su último álbum Rudebox como "caca de perro" y refiriéndose a la no nominación de Williams para los Brit Awards como "se han dado cuenta de lo mala que es su música", también este año dijo que si tuviera una pistola con una sola bala, se la daría a Williams, ya que no dudaba que Robbie se suicidaría con ella ya que "es una persona muy infeliz".

### Phil Collins
Uno de los más atacados por los Gallagher es Phil Collins. Con insultos como "La gente odia a tipos como Phil Collins, y si no lo hacen, deberían" y "¿Por qué vendió tantos discos en los 80?, digo, ¡qué mierda me importa!" o "Phil Collins vendió muchos discos pero sus álbumes eran una mierda". Gallagher también declaró que Collins había dejado de vivir en Inglaterra porque el Partido Laborista había ganado las elecciones de 1997 y en 2005 dijo "Vote por los laboristas, si no lo hacen y no ganan, Phil vendrá de nuevo de Suiza, y todos sabemos que no queremos que eso pase". Más tarde Collins declaró que no se había ido de Inglaterra por razones políticas y habló sobre los Gallagher "Son unos maleducados y no son tan buenos como ellos creen. No soy de hablar mal de la gente, pero en este caso la han tomado conmigo". En 2007 Noel dijo "Phil Collins sabe que no puede decir nada sobre mí porque yo tengo pelotas y eso es lo que tiene él en la cabeza, por eso está pelado".

### James Blunt
A comienzos del año 2008, Noel se mudó de su casa, en Ibiza, motivado por la presencia de James Blunt en la isla. Noel, que vivió aproximadamente 10 años allí, alegó que desde que llegó Blunt al lugar "lo acaparó todo". Además mostró su desagrado con la música de él, la cual tildó de "terrible".

### Otros músicos y celebridades
Los comentarios de Noel no solo han sido para con sus contemporáneos del britpop. Cuando George Michael lanzó el cargado de política "Shoot the dog", Gallagher dijo: "Él está tratando de hacer comentarios sociales, este es el muchacho que se escondió del público durante veinte años, ahora, repentinamente tiene algo que decir sobre como anda el mundo. Lo encuentro gracioso. Eso hasta que escuchas la canción, que es diabólica".
Su gusto por una clase de música hace que ataque a los artistas "pop". Dijo de Kylie Minogue: "No la odio, pero odio a su música con ganas...es asquerosa". En 2001, fue criticado por decir que los Backstreet Boys "deberían ser acribillados" y cuando se le preguntó por el gusto de música que tenían los estadounidenses, "no les deberían dejar comprar un disco hasta que tengan 16. No compraran tonterías, que se caguen Britney y Eminem".
A fines de 2006, Gallagher fue víctima de un ataque verbal por parte de Elton John, ya que antes lo había descrito como una de esas "preciosas" celebridades que se aíslan de la vida pública. "La vida es algo grandioso, por qué te alejas de ella? no entiendo a la gente como Elton John". John respondió rápidamente: "Después de lo que el maldito Noel Gallagher dijo sobre mí, no puedo hablar bien de Oasis, él es solo un idiota, y parece Parker de los Thunderbirds".
El amigo de Gallagher, Sergio Pizzorno, guitarrista de la banda Kasabian, lo defendió diciendo "Elton es solo un gordo en un traje de un millón de dólares. Cualquier cosa que salga de la boca de Noel es absolutamente genial. Noel es el último hombre con el que querrás empezar una discusión, es tan rápido que puede destrozar a cualquiera. Elton John debe tener cuidado".
En una entrevista a un diario australiano contó cómo le disgustaban las nuevas bandas indies, describiendo a la banda Bloc Party como "mierda indie", y agregó "Cada vez que leo una entrevista de ellos, están hablando de su música favorita, 'si he oído sobre un lado B de Björk, y suena interesante'...una de dos, o es bueno o malo, o tiene sentido o no... no puede ser 'interesante'." También se ha burlado de los Kaiser Chiefs por usar maquillaje, y su hermano Liam llamándolos como "un mal Blur". Cuando se le pidió opinión acerca de Keane, una banda que en ese momento tenía vocalista, pianista y baterista, Gallagher dijo "Tradicionalmente, los tres más grandes idiotas de una banda son el cantante, el baterista y el teclista. No necesito decir más". El teclista de Keane, Tim Rice-Oxley le respondió diciendo "Los idiotas en una banda? Realmente no nos importa. Creo que es un bobo para ser honesto. Él estaba en una banda que era realmente importante en los 90 y ahora ellos ya no son importantes". El cantante de los Chiefs Ricky Wilson, sin embargo, declaró que estaba "contento" de ser víctima de los famosos insultos de los Gallagher. Lo mismo paso con Sum 41 que en su página oficial publicó los dichos de Noel: "Estoy orgulloso de haber vivido lo suficiente para escuchar la banda más mierda de todas". En 2005, Noel se burló de los White Stripes por anunciar que harían una canción para un comercial de Coca-cola. Aunque algunos temas de Oasis han sonado en muchos comerciales, no fueron compuestos especialmente para eso.
En una entrevista reconoció que Zack Snyder hizo un buen trabajo con su película 300, y que si fuese mujer se sentiría atraído por los espartanos y el trabajo que había detrás de la musculatura que se puede observar en la película.
Cuando el Beatle George Harrison acusó a Oasis de ser poco más que una moda pasajera, Noel contestó "George siempre fue el Beatle más callado y tranquilo, quizá debería seguir con esa postura". Sin embargo, no fue tan amenazante como las declaraciones de Liam, que dijo que iba a "jugar al golf con la cabeza de Harrison". Sin embargo cuando se encontraban, se saludaban amigablemente.
Más recientemente, Noel ha criticado a la banda punk Green Day por plagiar los arreglos de su tema Wonderwall en su canción Boulevard of Broken Dreams. Él dijo: "si escuchas, encontrarás exactamente los mismos arreglos que en 'Wonderwall'". Cuando se le recordó su hábito de robar riffs de otras bandas, Noel respondió "Pero no una canción entera! Ellos deberían tener la decencia de esperar a que me muera. Yo por lo menos le pago a la gente que robo por cortesía".

## Separación en agosto de 2009
Noel Gallagher, el principal compositor y guitarrista de Oasis, anunció el viernes, 28 de agosto de 2009 por la noche que abandonaba el grupo debido la pésima relación que mantiene con su hermano Liam Gallagher, vocalista de la formación. "Con algo de tristeza y gran alivio os comento que dejo Oasis esta noche", escribió Gallagher, de 42 años. "La gente escribirá y dirá lo que quiera, pero simplemente no podía continuar trabajando con Liam un solo día más", añadió el autor de clásicos como Live Forever, Wonderwall o Don't Look Back in Anger.
Gallagher, que debía haber actuado el mismo viernes junto a la banda en un festival de música de París, canceló el concierto en el último momento debido a una pelea con su hermano, según informaron los organizadores del evento.
El portavoz del festival Rock en Seine ha agregado que el grupo canceló el resto de su gira europea, dato que ha sido confirmado por el propio Noel Gallagher a través de la web de Oasis. "Disculpas a toda la gente que compró entradas para París, Konstanz (Alemania) y Milán".
Fuentes del festival han asegurado que el grupo "ya no existe" tras la disputa del 28 de agosto, aunque ese dato aún no ha sido confirmado por la propia banda.
El domingo 23 la banda de Mánchester ya había cancelado una actuación en el festival V, en la localidad británica de Chelmsford, debido a una afonía de Liam Gallagher. No obstante, por entonces ya existían rumores sobre la mala relación entre los hermanos.
No es la primera vez que Noel Gallagher deja el grupo. A finales de mayo de 2000 el guitarrista se despidió de la banda por "diferencias de criterio" con su hermano Liam, y en 1994 abandonó momentáneamente la formación durante su primera gira por EE. UU.-

## Vida personal
El 5 de junio de 1997, se casó con Meg Matthews. Ambos comparten una hija fruto del matrimonio llamada Anaïs Gallagher nacida el 27 de enero del 2000.
Gallagher mantiene una relación con Sara MacDonald desde hace una década, y tiene con ella dos hijos, Donovan, nacido el 22 de septiembre de 2007 y Sonny, nacido el 1 de octubre de 2010. Noel considera que este es el momento correcto para hacer "la cosa romántica". Esto se refleja en la canción She Is Love, canción correspondiente al álbum Heathen Chemistry.
El roquero británico hizo la proposición de matrimonio en octubre del año pasado regalándole a su novia un caro anillo de Solange Azagury-Patridge, durante el cumpleaños de ella, según una fuente cercana a la pareja que ha añadido que Gallagher "no es de los que hacen una gran escena, llevan años haciendo vida de casados y tienen una familia".
Quien no estuvo invitado a su boda fue su hermano menor Liam quien en esos momentos tenía su propia banda llamada Beady Eye. Los hermanos están peleados desde agosto del 2009 cuando decidieron romper Oasis.
Además recordemos que cuando Liam Gallagher contrajo nupcias con Nicole Appleton en febrero de 2008, el cantante ni siquiera se lo comentó a su hermano y, en vez de invitarlo, lo dejó en EE. UU. trabajando en el último álbum de Oasis, 'Dig Out Your Soul'.

## Discografía

### Álbumes
- 2009: The Dreams We Have as Children - Live at the Royal Albert Hall
- 2011: Noel Gallagher's High Flying Birds
- 2015: Chasing Yesterday
- 2017: Who Built the Moon?
- 2021: Back the Way We Came: Vol. 1 (2011–2021) (Grandes éxitos)
- 2023: Council Skies

### Sencillos
| Año  | Sencillo                    | Posición en la lista | Posición en la lista | Álbum                              |
| Año  | Sencillo                    | UK                   | IRL                  | Álbum                              |
| ---- | --------------------------- | -------------------- | -------------------- | ---------------------------------- |
| 2011 | "The Death of You and Me"   | 15                   | 35                   | Noel Gallagher's High Flying Birds |
| 2011 | "AKA... What a Life!"       | 20                   | -                    | Noel Gallagher's High Flying Birds |
| 2011 | "If I Had a Gun..."         | 95                   | -                    | Noel Gallagher's High Flying Birds |
| 2012 | "Dream On"                  | 52                   | -                    | Noel Gallagher's High Flying Birds |
| 2012 | "Everybody's on the Run"    | 61                   | -                    | Noel Gallagher's High Flying Birds |
| 2014 | "In the Heat of the Moment" | 26                   | 71                   | Chasing Yesterday                  |
| 2015 | "Ballad of the Mighty I"    | 54                   | 42                   | Chasing Yesterday                  |
| 2015 | "Riverman"                  | 70                   | -                    | Chasing Yesterday                  |
| 2015 | "Lock All the Doors"        | 111                  | -                    | Chasing Yesterday                  |
| 2015 | "The Dying of the Light"    | 187                  | -                    | Chasing Yesterday                  |
| 2017 | "Holy Mountain"             | 31                   | -                    | Who Built the Moon?                |
| 2017 | "It's a Beautiful World"    | 77                   | -                    | Who Built the Moon?                |
| 2018 | "She Taught Me How to Fly"  | 71                   | -                    | Who Built the Moon?                |
| 2018 | "If Love Is the Law"        | -                    | -                    | Who Built the Moon?                |
| 2019 | "Black Star Dancing"        | -                    | -                    | Black Star Dancing                 |

### Posiciones de sus canciones en la clasificación
| Año  | Canción                                                                          | Posición en la clasificación | Álbum                                                          |
| Año  | Canción                                                                          | UK                           | Álbum                                                          |
| ---- | -------------------------------------------------------------------------------- | ---------------------------- | -------------------------------------------------------------- |
| 2009 | "Don't Look Back in Anger" (Live for Teenage Cancer Trust)                       | 101                          | The Dreams We Have as Children - Live at the Royal Albert Hall |
| 2009 | "Talk Tonight" (Live for Teenage Cancer Trust)                                   | 119                          | The Dreams We Have as Children - Live at the Royal Albert Hall |
| 2009 | "Cast No Shadow" (Live for Teenage Cancer Trust)                                 | 120                          | The Dreams We Have as Children - Live at the Royal Albert Hall |
| 2009 | "(It's Good) To Be Free" (Live for Teenage Cancer Trust)                         | 121                          | The Dreams We Have as Children - Live at the Royal Albert Hall |
| 2009 | "The Importance of Being Idle" (Live for Teenage Cancer Trust)                   | 141                          | The Dreams We Have as Children - Live at the Royal Albert Hall |
| 2011 | "The Good Rebel" (Noel Gallagher's High Flying Birds - B-Side)                   | 192                          | "The Death of You and Me"                                      |
| 2011 | "Let the Lord Shine a Light On Me" (Noel Gallagher's High Flying Birds - B-Side) | 107                          | "AKA... What a Life!"                                          |
| 2011 | "Everybody's on the Run" (Noel Gallagher's High Flying Birds - album track)      | 128                          | Noel Gallagher's High Flying Birds                             |

### Sencillos compuestos por Noel para Oasis
De Definitely Maybe:
- "Supersonic" - (11 de abril de 1994) #31 UK
- "Shakermaker" - (13 de junio de 1994) #11 UK
- "Live Forever" - (8 de agosto de 1994, #10 UK
- "Cigarettes & Alcohol" - (10 de octubre de 1994) #7 UK

Singles:
- "Whatever" - (diciembre de 1994) #4 UK, #73 GER

De (What's the Story) Morning Glory?:
- "Some Might Say" - (24 de abril de 1995) #1 UK
- "Roll with It" - (14 de agosto de 1995) #2 UK, #48 AUS
- "Wonderwall" - (30 de octubre de 1995) #2 UK, #8 US, #1 AUS
- "Don't Look Back in Anger" - (19 de febrero de 1996) #1 UK, #55 US, #19 AUS

De Be Here Now:
- "D'You Know What I Mean?" - (7 de julio de 1997) #1 UK, #3 CAN, #1 AUS, #1 ITA
- "Stand by Me" - (22 de septiembre de 1997) #2 UK, #48 AUS, #2 ITA
- "All Around the World" -i (12 de enero de 1998) #1 UK, #2 ITA

De Standing on the Shoulder of Giants:
- "Go Let It Out" - (7 de febrero de 2000) #1 UK, #1 CAN, #23 AUS, #1 ITA
- "Who Feels Love?" - (17 de abril de 2000) #4 UK, #7 CAN
- "Sunday Morning Call" - (3 de julio de 2000) #4 UK, #8 CAN

De Heathen Chemistry:
- "The Hindu Times" - (15 de abril de 2002) #1 UK, #1 CAN, #22 AUS, #1 ITA
- "Stop Crying Your Heart Out" - (17 de junio de 2002) #2 UK, #6 CAN, #48 AUS, #2 ITA
- "Little by Little" / "She is Love" - (23 de septiembre de 2002) #2 UK, #2 CAN, #2 ITA

De Don't Believe the Truth:
- "Lyla" - (16 de mayo de 2005) #1 UK, #4 CAN, #23 AUS, #2 ITA
- "The Importance of Being Idle" - (22 de agosto de 2005) #1 UK, #1 ITAL,#63 GER
- "Let There Be Love" - (28 de noviembre de 2005) #2 UK #9 ARG

De Dig Out Your Soul:
- "The Shock of the Lightning" - (22 de septiembre de 2008)
- "Falling Down

### Sencillos cantados por Noel en Oasis
De (What's The Story) Morning Glory?:
- "Don't Look Back In Anger" - (19 de febrero de 1996) #1 UK, #55 US, #19 AUS #1 PE

De Standing On The Shoulder Of Giants:
- "Sunday Morning Call" - (3 de julio de 2000) #4 UK, #8 CAN #1 PE
- " Where Did It All Go Wrong?"

De Heathen Chemistry:
- Little By Little -(23 de septiembre de 2002) #2 UK, #2 CAN, #2 ITA #1 PE
- "She Is Love" - (23 de septiembre de 2002) #2 UK, #2 CAN, #2 ITA #1 PE

De Don't Believe The Truth:
- "The Importance Of Being Idle" - (22 de agosto de 2005) #1 UK, #1 ITAL, #63 GER #1 PE
- "Let There Be Love" - (28 de noviembre de 2005) #2 UK #1 PE

De Dig Out Your Soul:
- "Falling Down" - (9 de marzo de 2009) #1 PE

### Colaboraciones
Noel Gallagher ha grabado como músico invitado en varias bandas y también ha coproducido un álbum. Esta es una lista de los artistas con los que ha trabajado.
- Coldplay - Durante un concierto de Coldplay en el 2002 en el cual colaboraron mutuamente en la canción de Coldplay, "Yellow" y en "Live Forever" de Oasis.
- Paul Weller - "I Walk On Gilded Splinters" (Dr. John cover) del álbum Stanley Road (1995); Segunda Guitarra.
- The Chemical Brothers — "Setting Sun" del álbum Dig Your Own Hole (1996); vocales y composición.
- Goldie — "Temper Temper" del álbum Saturnz Return (1998); Primera Guitarra.
- The Chemical Brothers — "Let Forever Be" del álbum Surrender (1999); Primera Guitarra, voz y composición.
- UNKLE — The Knock-On Effect del Be There single (1999); Remix.
- Claire Martin — "Help!" (The Beatles cover) del álbum Take My Heart (1999); Guitarra Acústica.
- Tailgunner — algunos temas del álbum Tailgunner (2000); Batería.
- Proud Mary — Coproducido con Gem Archer y músico en el álbum Same Old Blues (2001).
- Cornershop — "Spectral Mornings" del álbum Handcream For A Generation (2002); Guitarra.
- Paul Weller — "One X One" del álbum Illumination (2003); Batería, Bajo, percusión y Guitarra acústica con Gem Archer.
- The Stands — "Some Weekend Night" del álbum All Years Leaving (2004); Guitarra.
- The Prodigy — "Shoot Down" del álbum Always Outnumbered, Never Outgunned (2004); Bajo (también con Liam Gallagher on vocales).
- Ricky Gervais — "Free Love Freeway" de The Office Specials DVD (2004); coros y guitarra.
- Ian Brown — "Keep What Ya Got" del álbum Solarized (2005); guitarras, teclados, piano, coros y coescritura.
- Paul Weller - "Echoes Round The Sun" del álbum 22 Dreams (2008); bajo, piano, mellotron y wurlitzer.
- Miles Kane - "My Fantasy" del álbum Colour of the Trap (2011); voz secundaria.[7]
- Damon Albarn y Graham Coxon - "Tender" en el TCT 2013, poniendo fin a la disputa con Blur.
- Kelly Jones - En el concierto de tributo a John Lennon en un especial de Later... With Jools Holland en el año 2000, interpretando I'm Only Sleeping, en la cual Noel tocó la guitarra y fue segunda voz.
- Coldplay - Guitarra en "Up & Up" del álbum A Head Full of Dreams.
- Gorillaz - Guitarra, coros y escritura en "We got the power" del álbum Humanz
- Louis Tomlinson - Coescribió con él una canción para su álbum Walls.